# Медков, Илья Алексеевич
Илья Алексеевич Медков (27 февраля 1967, Москва — 17 сентября 1993, Москва) — российский предприниматель, менеджер. Топ-менеджер «Прагмабанка», владелец нефтяной компании ДИАМ. Один из первых мультимиллионеров в постсоветской России. Убит киллером в 1993 году в возрасте 26 лет.

## Биография
Родился 27 февраля 1967 года в Москве в семье врача. Его мать — приёмная дочь крупнейшего востоковеда-индолога, доктора искусствоведения, профессора, заслуженного деятеля искусств РСФСР Семёна Тюляева (1898—1993). В 1984 году поступил в Московский химико-технологический институт им. Менделеева. В течение первых трёх лет занимался самиздатовской деятельностью, в 1984 году перевёлся на факультет журналистики МГУ, откуда был отчислен в 1988 году.
В 1988 году начинает работать фрилансером в справочно-информационной службе «Факт», будущем издательстве «Коммерсантъ».
В феврале 1990 года в партнёрстве с известным московским банкиром Аркадием Ангелевичем выступает соучредителем потребительского кооператива «Прагма», занимавшегося импортом персональных компьютеров из Японии и США. В 1991 году становится одним из первых советских миллионеров, входит в клуб молодых миллионеров России. После августовских событий 1991 года, в октябре 1991 года основывает «Прагмабанк» (лиц. ЦБ РФ № 1602) с целью легализации посреднических функций сбыта продукции с госпредприятий. В 1992 году, на момент начала приватизации, структуры Ильи Медкова контролировали около 9 % всех поставок российской сырьевой промышленности (включая собственные заводы в городе Лермонтове (Ставропольский край), Кавказские Минеральные Воды и в Казахстане), крупные торговые дома, дорогие брокерские площадки на российских и американских биржах, агентства масс-медиа. В январе 1993 года, на волне приватизации нефтяных предприятий госсектора, открывает нефтяную корпорацию ДИАМ. В том же году начинает финансировать крупные российские информагентства, политические партии и общественные движения. Он был спонсором нескольких московских галерей, стал генеральным спонсором выставки российского искусства во Франкфурте. Летом 1993 года выступил в качестве партнёра правительства Франции, организовавшего Международную художественную выставку в Парижском музее.

### Примечательные эпизоды биографии
Илья Медков — один из самых богатых людей постсоветской России. По неподтверждённым данным, состояние Медкова на момент убийства составляло 600 млн долларов США; вполне возможно и то, что к 1994 году Медков мог бы стать первым российским долларовым миллиардером. По мнению Глеба Павловского, у Медкова накопилось в личном владении только наличными около полумиллиарда долларов — «Ничего подобного и близко не было тогда ни у Березовского, ни у Смоленского, ни у Абрамовича…».
Илья Медков был знаком с Артёмом Тарасовым, Владимиром Яковлевым, Германом Стерлиговым, очень близко — с Антоном Носиком, который был его другом детства и помогал торговать компьютерами. Также известно, что Медков в 1989 году стоял у истоков создания первой российской деловой газеты «Коммерсантъ».
В автобиографическом романе Артёма Тарасова «Миллионер» описывается момент, когда Илья Медков одним из первых российских предпринимателей ввёл прецедент контроля над СМИ. В 1992 году Илья Медков начал платить зарплату сотрудникам крупных информагентств России и СНГ (включая «РИА Новости», «Интерфакс», «Постфактум» и ИТАР-ТАСС). Последнее в январе 1993 года запустило в СМИ ложное сообщение об аварии на Ленинградской АЭС. В результате акции ведущих скандинавских компаний упали в цене, и до появления опровержения в СМИ агенты Медкова скупали самые выгодные акции шведских, финских и норвежских компаний.
С 1991 по 1993 год Илья Медков провернул около 10 крупных афер (включая «вбросы» в СМИ нужной Медкову информации и операции с чеченскими авизо), но с точки зрения закона все они были легальны. В тот период в стране отсутствовали подобные подтверждённые прецеденты, а также прочная уголовно-правовая база, предусматривающая ответственность за манипулирование рынком.
Илья Медков и Герман Стерлигов стали одними из самых молодых российских долларовых миллионеров. На момент, когда они стали миллионерами, Стерлигову было 24 года, а Медкову — 23.
По выражению Антона Носика, Илья Медков был человеком XXI, а не XX века и «верил в компьютерные сети, когда все вокруг верили в паяльники». Также и Тарасов в автобиографии признавал Медкова «человеком будущего»: «Было сразу ясно, что этот мальчик не моего масштаба… Он впитывал информацию, как песок воду, тут же перерабатывал её и выдавал такие грандиозные проекты, уже привязанные к российской действительности, что у меня дух захватывало от масштабов и полёта его фантазии! Деньги он зарабатывал так, как позволяло ему законодательство или его отсутствие в России. Илюша стал одним из первых начинающих олигархов, и его ожидало громкое будущее — это был человек новой формации. Он действительно создал себя сам в отличие от многих нынешних олигархов, которых создала близость к продажной власти…».
В топ-менеджменте промышленного сектора, контролируемого «Прагма-банком», работали бывшие члены ЦК КПСС, взятые Медковым на работу сразу после путча ГКЧП (1991). Этот оригинальный ход позволял Медкову с помощью своих «топ-менеджеров» договариваться с «красными директорами» на крупных предприятиях (которые в недавнем прошлом были подчинёнными этих самых бывших членов ЦК). По мнению самого Медкова, этот психологический ход был очень полезен в бизнесе, так как срабатывала генетическая память, генерировался страх, и любой, даже самый строптивый чиновник подчинялся своему бывшему начальнику.
Аббревиатура нефтяной компании ДИАМ якобы расшифровывалась как «Дорогой Илья Алексеевич Медков» или «Дело Ильи Алексеевича Медкова».
Илье Медкову уделена заметная часть посвящённой Антону Носику биографической книги «Создатель» писателя Михаила Визеля. В числе прочего, Визель в книге цитирует Глеба Павло́вского: «Я знал о его [Медкова] бурной неформальной жизни, — вспоминает Павловский. — О съёмках альтернативного кино. На нём, чисто на его деньгах вырос Костя Эрнст, до 93-го года Илья очень плотно его спонсировал. В частности, самый знаменитый продукт Кости тогда — это „Матадор“. Эту программу Медков финансово обеспечивал».
Согласно этой же книге и книге Тарасова, Медков купил себе частный самолёт, который был ему нужен для массированного вывоза наличности из РФ через границу, а наличность эта была украдена высокопоставленными российскими функционерами из советской банковской системы по мере её развала. Медков выполнял функцию курьера и получал за это большую комиссию, которая и позволила ему создать свой банк и заниматься разными видами крупномасштабного авантюризма. Павловский: «Я помню, как он шёл в Кремль и показывал кейс с пачками долларов, нижняя часть — для Хасбулатова, верхняя часть — для Ельцина. Так что я думаю, что он, скорее всего, был убран». В книге Тарасова приводятся такие слова Медкова: «Понимаете, Артём Михайлович, сейчас происходит очень большая афера… Но вы не подумайте плохого, я в ней лично не замешан! Просто государство фактически ограбило половину населения вместе со всеми иностранцами в России. А мне на этом предложили делать свой маленький бизнес. За то, что я перевезу сто миллионов и положу их в иностранный банк, мне платят процент» … «Вы наверняка слышали, что несколько месяцев назад Внешэкономбанк объявил себя банкротом… А на самом деле там на счету оставалось восемь миллиардов долларов. Так вот, клиентам банка предлагается — неофициально, разумеется! — заплатить, чтобы вытащить оттуда часть своих денег, иначе они исчезнут совсем» … «Деятели из Внешэкономбанка наняли множество курьеров — таких, как я, с самолётами. Вот мы и возим наличность за границу, кладём её в банк и получаем свои проценты. Я ведь понимаю, что эта деятельность согласована с Верховным Советом и наверняка с председателем Центробанка, а может быть, вообще с Клинтоном? Если я откажусь возить деньги, на этом просто заработает кто-то вместо меня. А я что же, дурак? Это же их не остановит!». Далее приводится комментарий Тарасова: «За несколько месяцев этой грандиозной аферы наличность из Внешэкономбанка была вывезена полностью. Тогда противостояние Ельцина с Хасбулатовым и Руцким входило в решающую фазу. Центробанк вместе с Внешэкономбанком находился в подчинении Верховного Совета. Поэтому, скорее всего, эти деньги так и уплывали мимо Ельцина и его окружения — вплоть до осеннего расстрела Верховного Совета и ареста Хасбулатова с Руцким».
В какой-то момент Медков задумал создать свою деловую газету, — «в пику Березовскому и его „Коммерсанту“», — и пригласил в 1993 году для этого из Израиля Антона Носика. По старой дружбе Медков предложил Носику зарплату 10 тысяч долларов в месяц, в то время как Аркадий Волож, по словам М. Визеля, в этот период «купил в Москве приличную квартиру за $3800», а в среднем квартиры оценивались примерно в $500–700 долларов за м². Созданный Носиком проект газеты забраковал Глеб Павловский.

## Конфликт с властью и убийство

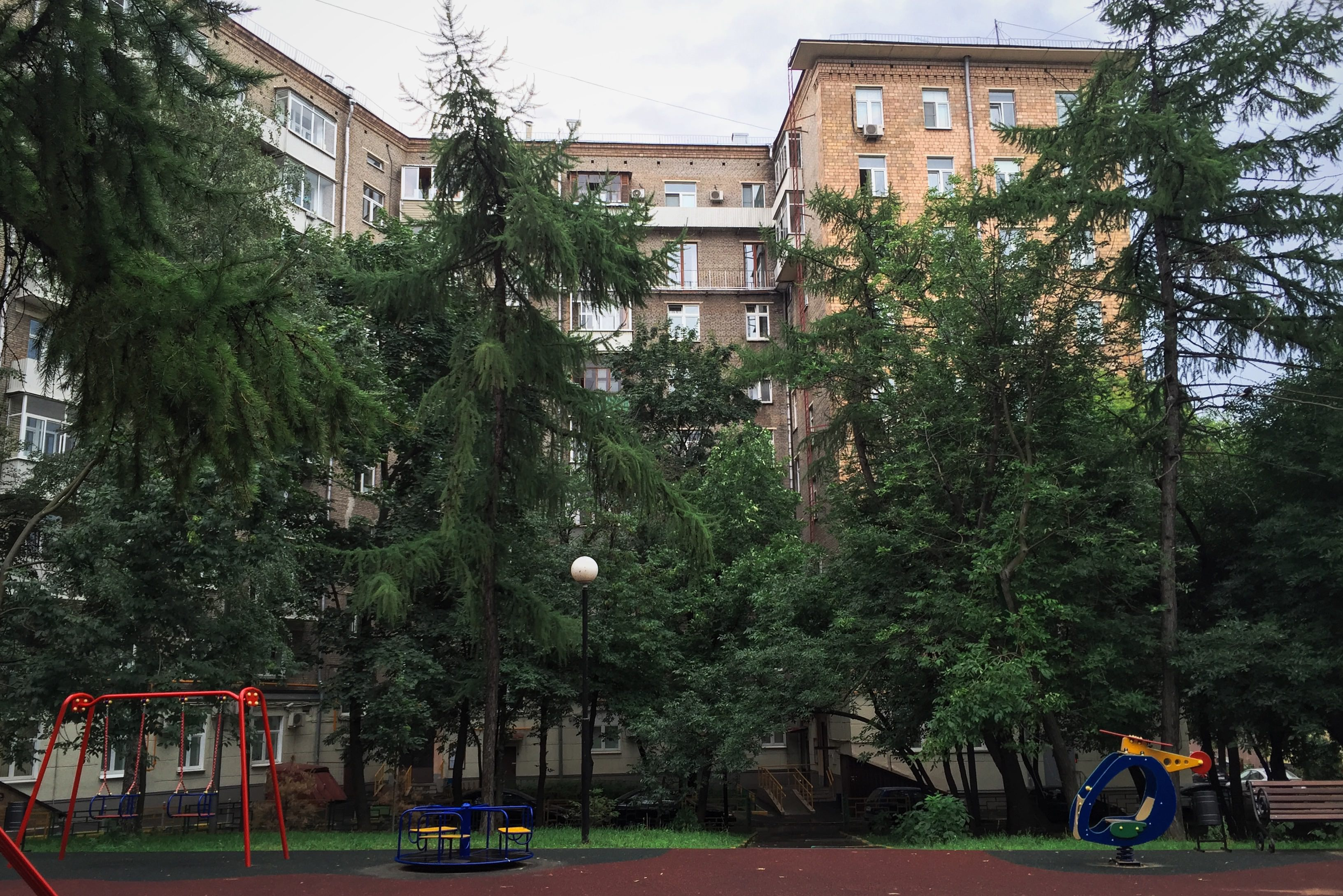
Улица 1905 года, дом 5

Летом 1993 года молодому банкиру Илье Медкову было предъявлено обвинение в «отмывании денег». Незадолго до этого, в мае 1993 года, «Прагма-банк» был втянут в полукриминальные операции с фальшивыми чеченскими авизо и поддельными мемориальными ордерами. В результате по решению начальника 2-го управления ГУВД по Москве Алексея Матюхина со счётов «Прагма-банка» было списано 4 млрд рублей. Совет директоров не признал это решение, назвав списание средств со счетов банка незаконным и подал иск к Центробанку Российской Федерации. Решением суда был удовлетворён иск на сумму 3,7 млрд рублей. По мнению первого советского миллионера Артёма Тарасова, Илья Медков создал опасный прецедент против власти, за который его не могли не убить. Кроме того, ФСБ России предприняла попытку инкриминировать Медкову некие преступления, связанные с чеками «Россия», также реализованными через «Прагма-банк» в 1991 году. Арест планировался на 18 сентября 1993 года. По свидетельству Антона Носика, Медков был предупреждён об этом и заказал билет в Париж на 19:00 16 сентября, но по личным причинам остался в конторе до полуночи. В книге «Создатель» также говорится, что Медков при организации офиса скупил все свободные квартиры с окнами напротив — именно для того, чтобы в них не могли разместиться снайперы.
17 сентября 1993 года приблизительно в 01:15 Илья Медков вышел из здания банка по адресу улица 1905 года, дом 5 и направился к ожидавшему его автомобилю. Вдруг Медков резко остановился и хотел было пойти обратно, но неожиданно упал. Со стороны это походило на сердечный приступ. Лишь подбежав к своему шефу и увидев растекающуюся под ним лужу крови, охрана и сотрудники банка поняли, что произошло. Была вызвана «скорая». Врачи, осмотрев пострадавшего, сообщили, что шансов выжить у него практически нет: последняя из трёх пуль, выпущенных из карабина СКС калибра 7,62 мм, попала банкиру в живот и пробила печень. Скончался он 17 сентября днём в реанимационном отделении Боткинской больницы. Похоронен на Ваганьковском кладбище.
По некоторым сведениям, убийство Ильи Медкова могло быть связано со скандальным убийством Отари Квантришвили.